# 宝钱公路
宝钱公路，曾名先塘路，是位于上海市的一条公路，被编为上海省道321的一部分。该道路西至外青松公路（钱门塘），东至沪太路，经过上海市宝山区、嘉定区等行政区，全长21公里，以宝山和钱门塘取首字得名
。
为增强宝山区与嘉定区交通联系，宝钱公路将向东延伸至潘泾路.全长约2.4千米。项目道路等级为二级公路.

## 主要交会道路（东向西）
- 沪太公路接潘川路
- 曹罗路（ 沪崇高速）
- 浏翔公路
- 嘉行公路
- 城北路
- 沈海高速
- 沪宜公路
- 百安公路
- 外钱公路